# Rio Azúmara
O Rio Azúmara é um rio da província de Lugo, Galiza, Espanha afluente do Rio Minho.